# Fredvang
Fredvang är en by i Flakstads kommun i Nordland fylke i norra Norge. Byn ligger vid fylkesväg 7708, på den nordligaste delen av ön Moskenesøya. Den har broförbindelse med Flakstadøya och Europaväg 10 på andra sidan Torsfjorden.

## Bilder

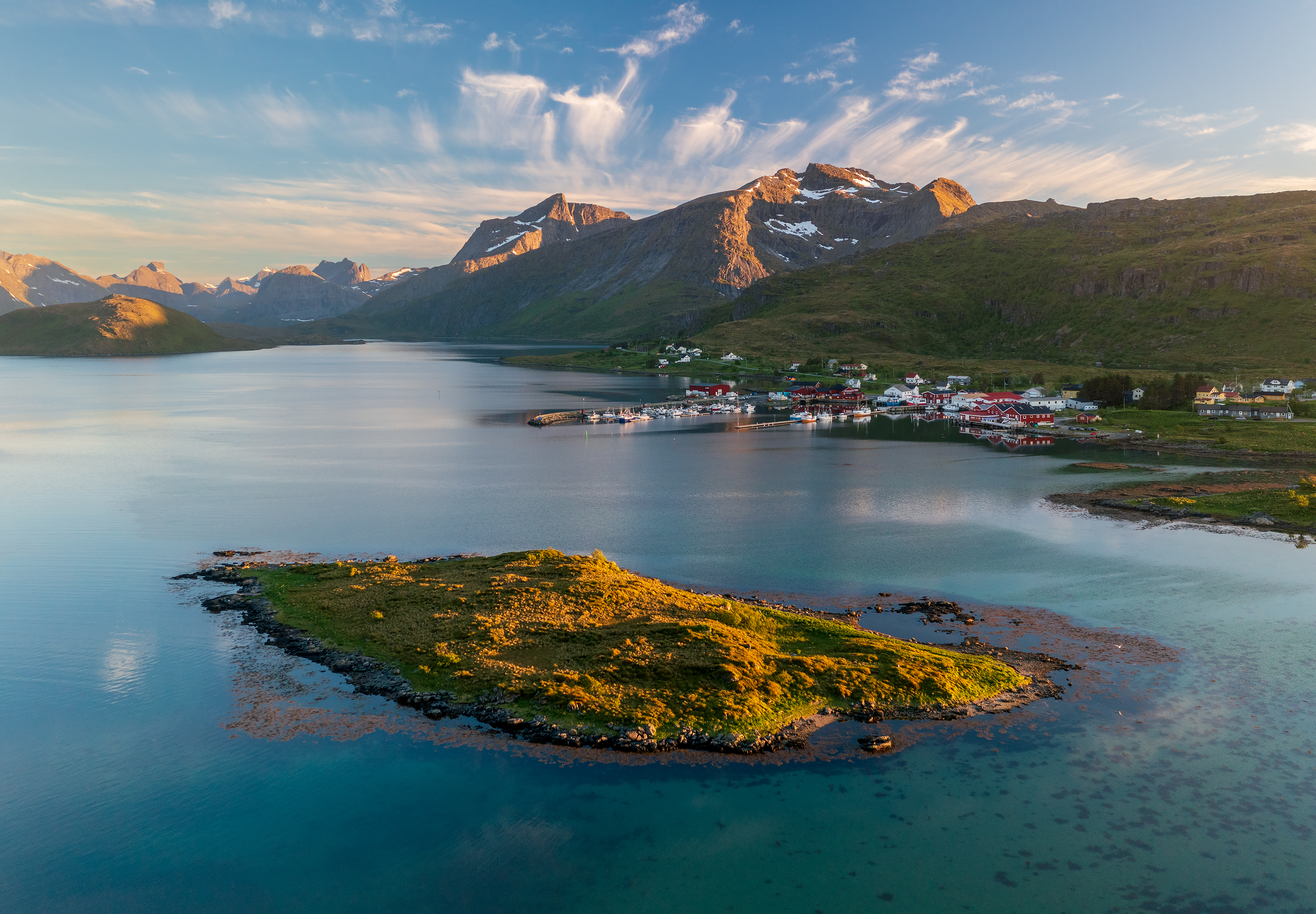
Vy mot Fredvang med Skjeppholmen i förgrunden.
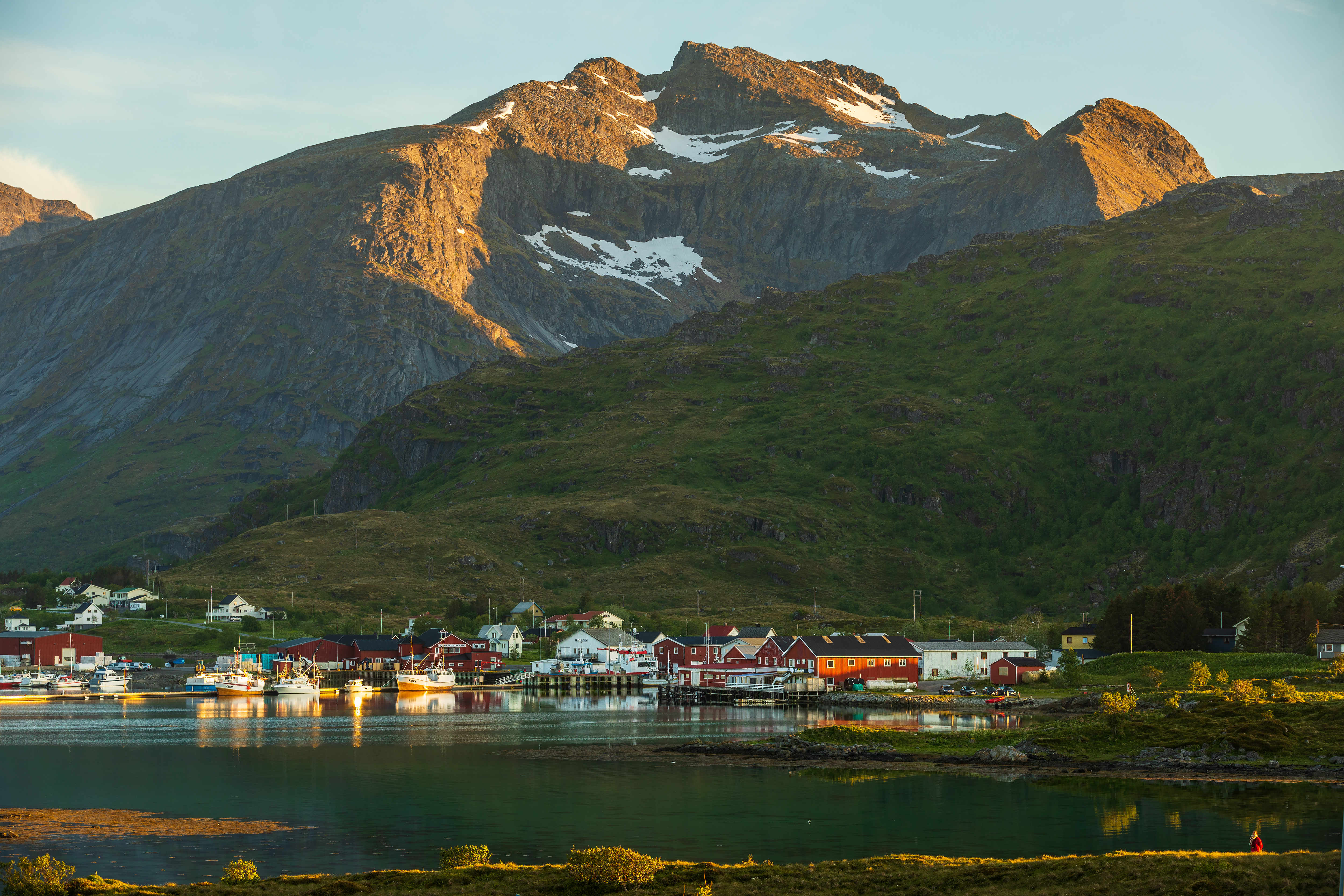
Fredvang med Moltinden i bakgrunden.
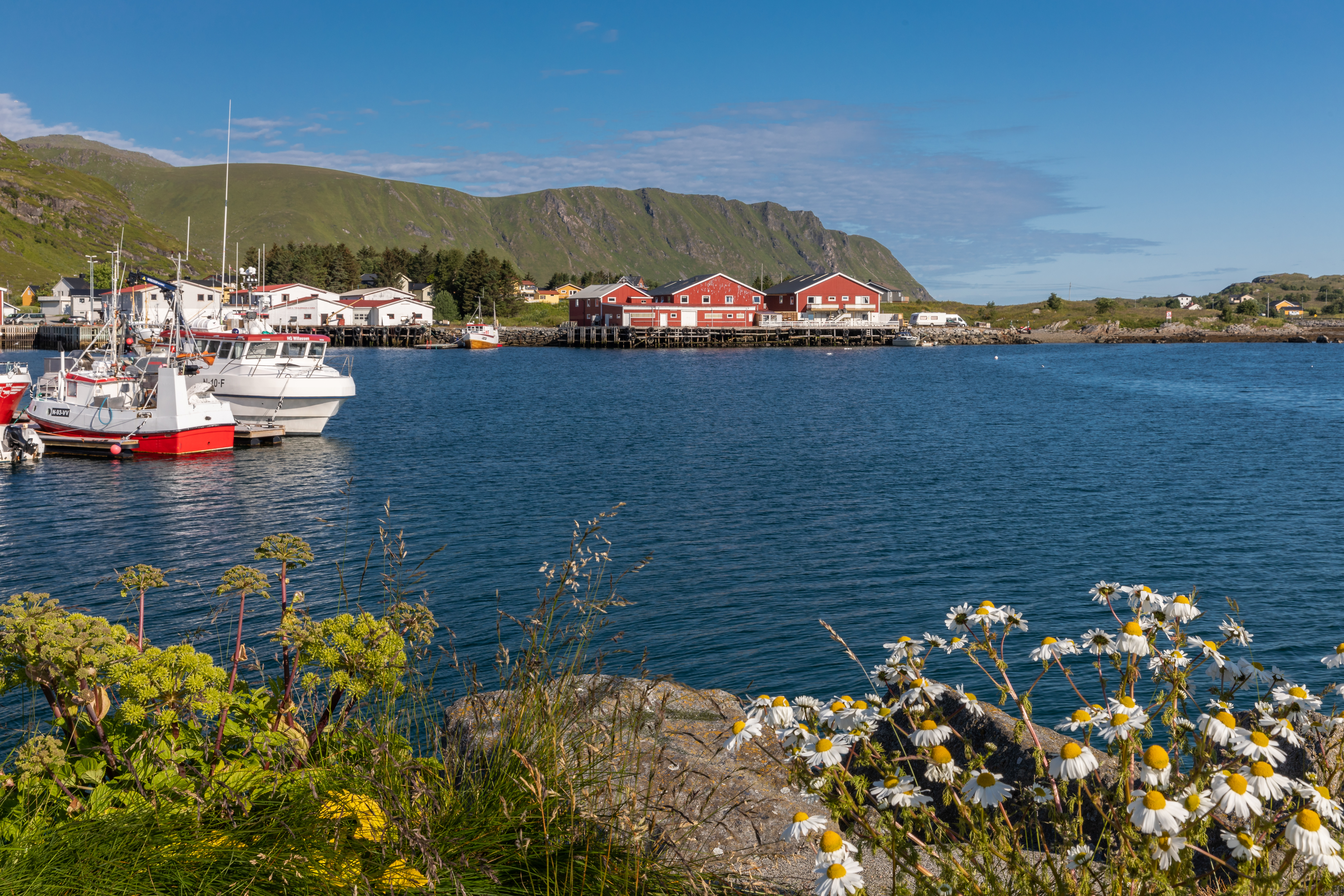
Hamnen i Fredvang.
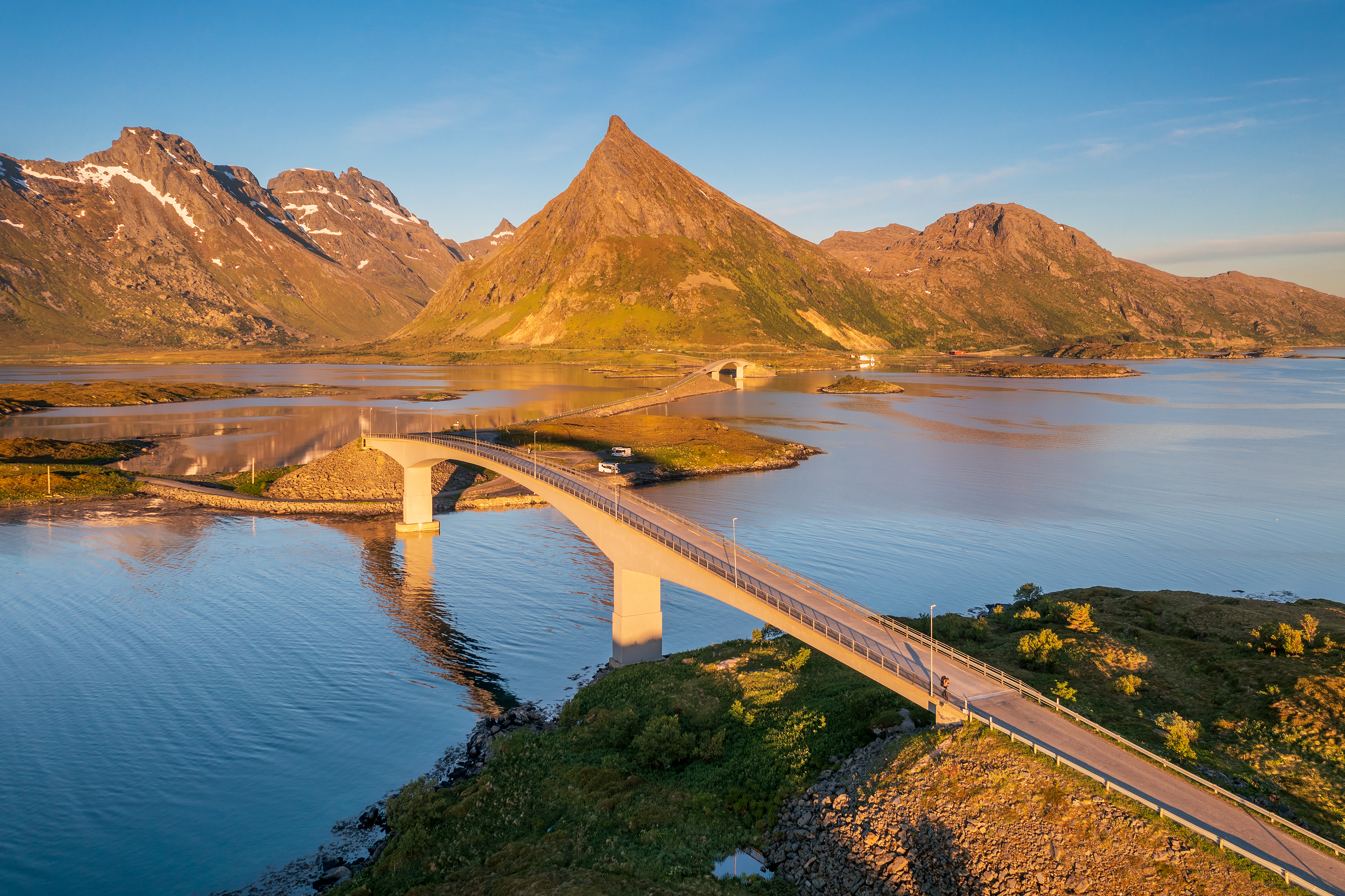
Fredvangbroarna förbinder byn med Europaväg 10.